# Billie Eilish
Billie Eilish Pirate Baird O'Connell, ameriška pevka in skladateljica, * 18. december 2001, Los Angeles, Kalifornija, Združene države Amerike.
Pozornost javnosti je prvič pritegnila leta 2015 s svojim prvim singlom »Ocean Eyes«, ki ga je kasneje izdal Darkroom, podružnica založbe Interscope Records. Napisal in produciral jo je njen brat Finneas O'Connell, s katerim sodelujeta pri glasbi in nastopih v živo. Njen komercialno uspešen prvenec EP Don't Smile at Me (2017) se je uvrstil med 15 najbolj poslušanih v številnih državah, vključno z ZDA, Združenim kraljestvom, Kanado in Avstralijo.
Prvi studijski album When We All Fall Sleep, Where Do We Go? (2019), je debitiral na vrhu ameriške lestvice Billboard 200 in lestvice albumov Združenega kraljestva. To je bil eden najbolje prodajanih albumov v letu 2019, ki ga je spodbudil uspeh njegovega petega singla, »Bad Guy«, ki je bil prvi med njenimi singli prvem mestu ameriške lestvice Billboard Hot 100. Naslednje leto je napisala in izvedla glavno pesem »No Time to Die«" za istoimenski film o Jamesu Bondu, ki je bila na vrhu britanske lestvice singlov in leta 2022 prejela oskarja za najboljšo izvirno pesem. Njeni nadaljnji singli »Everything I Wanted«, »My Future«, »Therefore I Am« in »Your Power« so bili med vrhuncem popularnosti med 10 najbolj poslušanimi v ZDA in Veliki Britaniji. Njen drugi studijski album, Happier Than Ever (2021), je dosegel prvo mesto v 25 državah.
Eilish je prejela več priznanj, vključno s sedmimi nagradami  Grammy, dvema ameriškima glasbenima nagradama, dvema dosežkoma v Guinnessovi knjigi rekordov, tremi nagradami MTV Video Music Awards, tremi glasbenimi nagradami Brit, zlati globus in oskarja. Je najmlajša izvajalka v zgodovini grammyjev, ki je v istem letu zmagala v vseh štirih splošnih kategorijah – najboljši novi izvajalec, plošča leta, pesem leta in album leta. Leta 2019 je bila predstavljena na uvodnem seznamu 100 Next revije Time in leta 2021 na Time 100. Po podatkih Združenja glasbene industrije Amerike (RIAA) in Billboarda je Eilish 26. najvišje certificirana izvajalka digitalnih singlov in ena najuspešnejših izvajalk drugega desetletja 21. stoletja.
Junija 2022 je Eilish med nastopom v Manchestru v okviru svoje svetovne turneje debitirala s takrat še neobjavljeno balado »TV«. Pesem se sklicuje na razveljavitev zadeve Roe proti Wadeu, primera, zaradi katerega je splav postal ustavna pravica v ZDA. Naslednji mesec, 21. julija, je presenetljivo izdala dvoskladni EP Guitar Songs, ki vključuje "TV" poleg "The 30th". Eilish je med intervjujem z Lowejem pojasnila svojo odločitev, da bo izdala EP. Povedala mu je, da čeprav bo delo na njenem tretjem studijskem albumu kmalu, ni hotela počakati do takrat, da bi "TV" in "The 30th" uvrstila na seznam skladb. Njihova sporočila je želela čim prej posredovati svojim oboževalcem, pri čemer je opozorila na neposrednost besedil: "Te pesmi so zame res aktualne in to so pesmi, ki jih želim povedati takoj."  Še en razlog Eilish se je naveličala težke, tradicionalne promocije prihajajoče glasbe. Želela je izdati pesmi, kot jih je počela na začetku svoje kariere, in jih predogledati oboževalcem na koncertih v živo, preden jih je izdala brez veliko trženja.
Za obeležitev zaključka turneje 30 septembra 2022 je Eilish sodelovala z Apple Music, da bi ekskluzivno gostila film enega od koncertov, natančneje enega od svojih nastopov v O2 Areni v Londonu. Film je označila kot način za oboževalce, ki so zamudili vstopnice, da sami izkusijo turnejo, saj želi, da bi jo več ljudi prepoznalo po njenem nastopu v živo. Nekaj mesecev pozneje je Eilish razkrila Happier Than Ever, The Hometown Encore, dva koncerta v Kia Forumu v Inglewoodu v Kaliforniji, od 15. do 16. decembra 2022. Oddaje nameravajo proslaviti uspeh albuma in pripadajočo svetovno turnejo.